# 赤阪尊子
赤阪尊子（あかさか たかこ、1955年2月25日 - ）是日本的大胃王，大阪府出身。赤阪尊子在2002年退休。

## 記録
- 30分壽司62皿（1994年）
- 年糕湯60杯（1996年）
- 紅豆湯36杯（2002年）

## 演出
- 《火力全開大胃王》